# مسجد بريمة
يقع مسجد بريمة في مراكش بالمغرب. ملحق بالقصبة (القلعة) والقصر الملكي (دار المخزن) في المدينة. تم بناؤه في أواخر القرن الثامن عشر من قبل السلطان العلوي محمد الثالث بن عبد الله.

## تاريخ
لم يقم السلطان محمد بن عبد الله باختيار عاصمة لحكمه ولكن في الممارسة العملية استقر في مراكش أكثر من أي مدينة أخرى. ونتيجة لذلك، قام بعدد من أعمال التجديد والتشييد داخل القلعة الملكية (القصبة ودار المخزن) في المدينة، بما في ذلك ترميم مسجد المنصور الموحدي الرئيسي. ومع ذلك، ولأن ابنه ميمون أراد مسجدًا أقرب إلى القصر نفسه، قام بتشييد مسجد آخر، وهو مسجد بريمة. يقع هذا المسجد على الطرف الشرقي من أراضي القصر الملكي، والحافة الغربية من الملاح القديم (الحي اليهودي)، بالقرب من بوابة المدينة التي تحمل نفس الاسم (باب بريمة). كان المسجد بمثابة المسجد الملكي الرسمي، مثلما فعل إسماعيل بن الشريف حين شيّد مسجد لالة عودة في مكناس.